# Briaucourt (Haute-Marne)
Pour les articles homonymes, voir Briaucourt.
Briaucourt est une commune française située dans le département de la Haute-Marne, en région Grand Est.

## Géographie

### Communes limitrophes
Les communes limitrophes sont Mareilles, Rochefort-sur-la-Côte, Andelot-Blancheville, Bologne, Chantraines et Darmannes.

### Hydrographie
La commune est dans la région hydrographique « la Seine de sa source au confluent de l'Oise (exclu) » au sein du bassin Seine-Normandie. Elle est drainée par le Fossé 01 des Chênaies,.

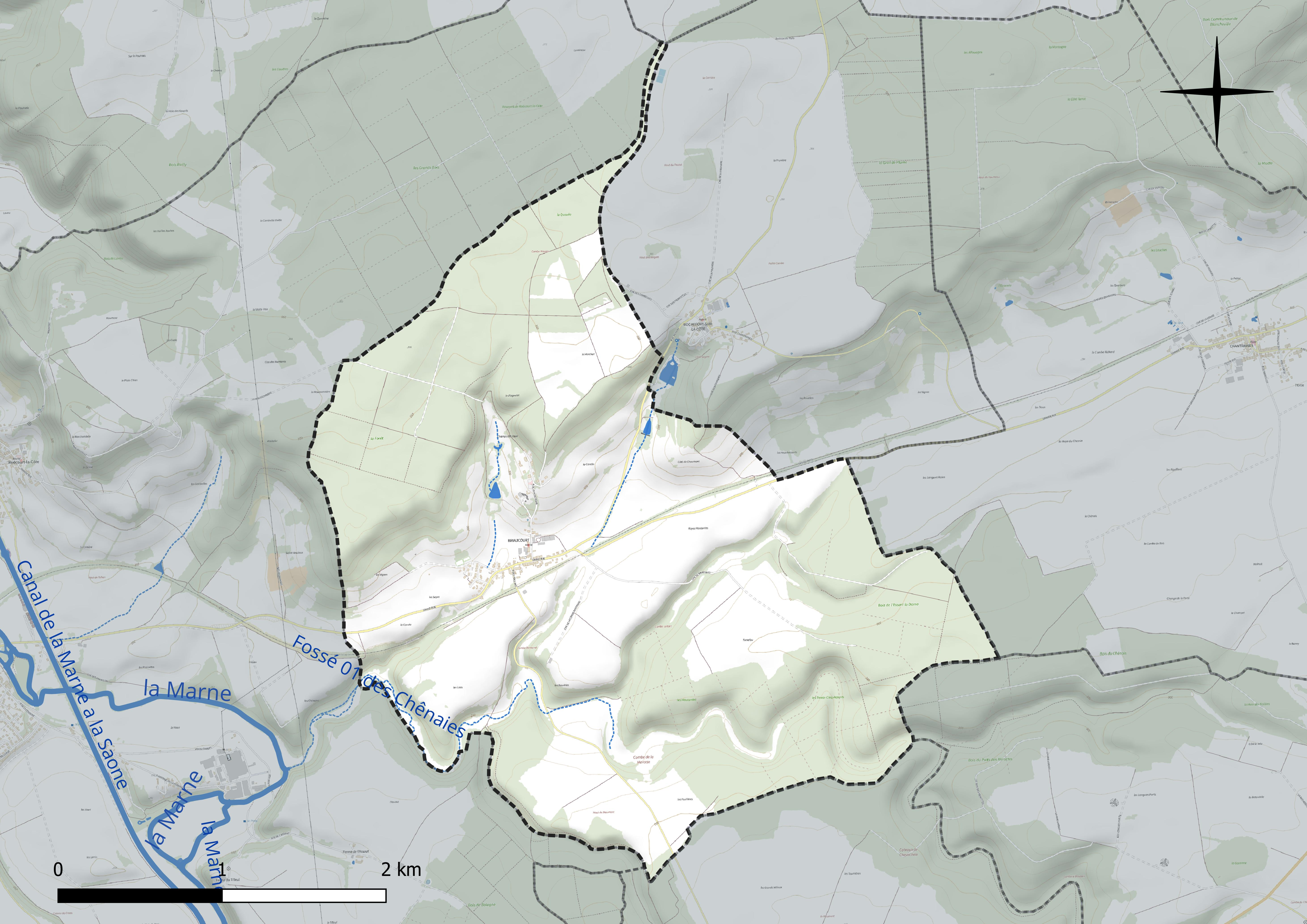
Réseau hydrographique de Briaucourt.

### Climat
Pour des articles plus généraux, voir Climat du Grand Est et Climat de la Haute-Marne.
En 2010, le climat de la commune est de type climat de montagne, selon une étude du Centre national de la recherche scientifique s'appuyant sur une série de données couvrant la période 1971-2000. En 2020, Météo-France publie une typologie des climats de la France métropolitaine dans laquelle la commune est exposée à un climat océanique altéré et est dans la région climatique Lorraine, plateau de Langres, Morvan, caractérisée par un hiver rude (1,5 °C), des vents modérés et des brouillards fréquents en automne et hiver.
Pour la période 1971-2000, la température annuelle moyenne est de 9,9 °C, avec une amplitude thermique annuelle de 16,2 °C. Le cumul annuel moyen de précipitations est de 967 mm, avec 13,3 jours de précipitations en janvier et 9,4 jours en juillet. Pour la période 1991-2020, la température moyenne annuelle observée sur la station météorologique de Météo-France la plus proche, « Bourdons_sapc », sur la commune de Bourdons-sur-Rognon à 13 km à vol d'oiseau, est de 10,0 °C et le cumul annuel moyen de précipitations est de 1 011,1 mm. 
La température maximale relevée sur cette station est de 40,1 °C, atteinte le 25 juillet 2019 ; la température minimale est de −22,1 °C, atteinte le 20 décembre 2009,,.
Les paramètres climatiques de la commune ont été estimés pour le milieu du siècle (2041-2070) selon différents scénarios d'émission de gaz à effet de serre à partir des nouvelles projections climatiques de référence DRIAS-2020. Ils sont consultables sur un site dédié publié par Météo-France en novembre 2022.

## Urbanisme

### Typologie
Au 1er janvier 2024, Briaucourt est catégorisée commune rurale à habitat dispersé, selon la nouvelle grille communale de densité à sept niveaux définie par l'Insee en 2022.
Elle est située hors unité urbaine. Par ailleurs la commune fait partie de l'aire d'attraction de Chaumont, dont elle est une commune de la couronne,. Cette aire, qui regroupe 112 communes, est catégorisée dans les aires de 50 000 à moins de 200 000 habitants,.

### Occupation des sols

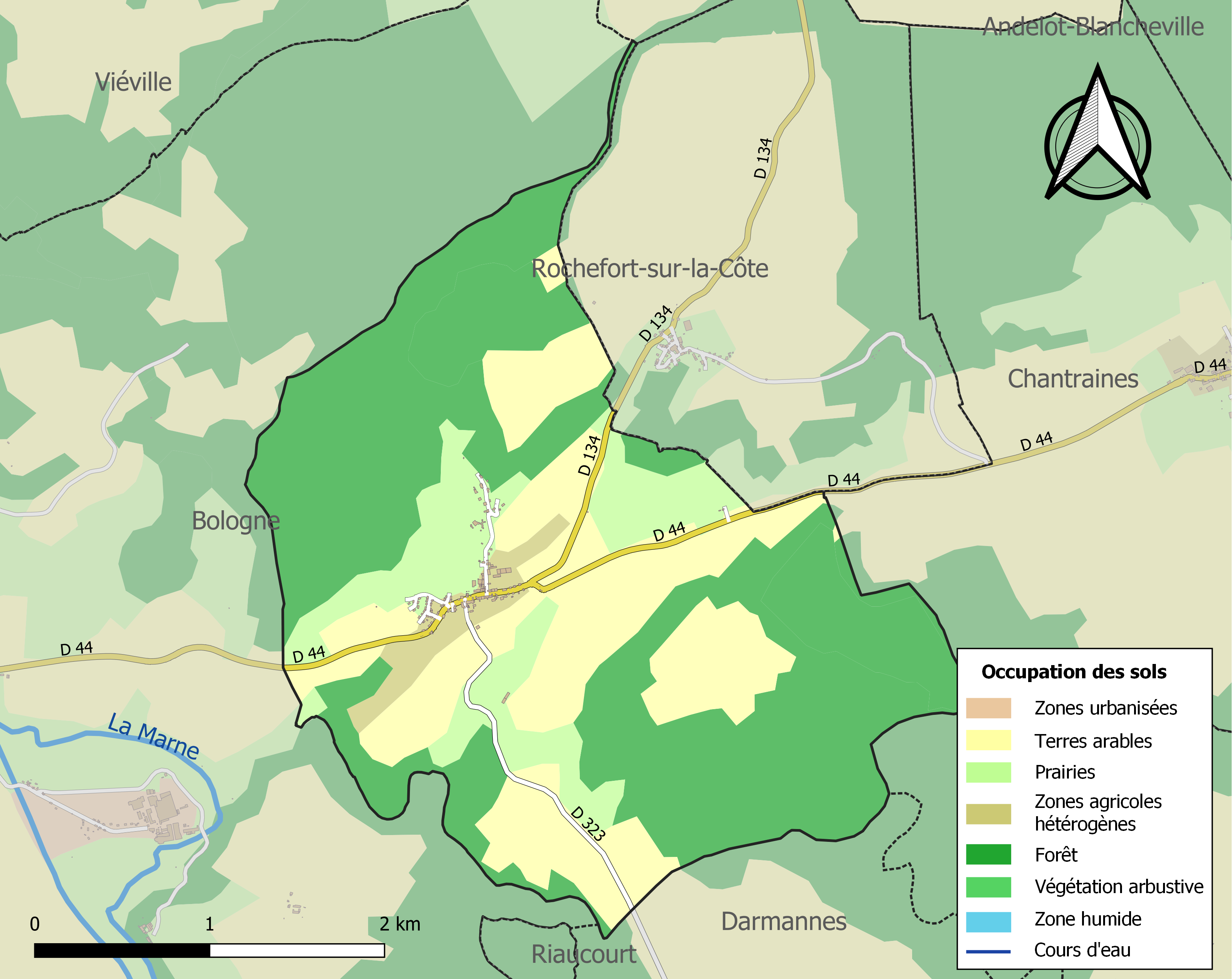
Carte des infrastructures et de l'occupation des sols de la commune en 2018 (CLC).

L'occupation des sols de la commune, telle qu'elle ressort de la base de données européenne d’occupation biophysique des sols Corine Land Cover (CLC), est marquée par l'importance des forêts et milieux semi-naturels (54,6 % en 2018), une proportion sensiblement équivalente à celle de 1990 (54,7 %). La répartition détaillée en 2018 est la suivante : 
forêts (54,6 %), terres arables (28,8 %), prairies (13,5 %), zones agricoles hétérogènes (3,1 %). L'évolution de l’occupation des sols de la commune et de ses infrastructures peut être observée sur les différentes représentations cartographiques du territoire : la carte de Cassini (XVIIIe siècle), la carte d'état-major (1820-1866) et les cartes ou photos aériennes de l'IGN pour la période actuelle (1950 à aujourd'hui).

### Habitat et logement
En 2020, le nombre total de logements dans la commune était de 91, alors qu'il était de 93 en 2015 et de 87 en 2010.
Parmi ces logements, 84,7 % étaient des résidences principales, 4,4 % des résidences secondaires et 10,9 % des logements vacants. Ces logements étaient pour 95,7 % d'entre eux des maisons individuelles et pour 4,3 % des appartements.
Le tableau ci-dessous présente la typologie des logements à Briaucourt en 2020 en comparaison avec celle de la Haute-Marne et de la France entière. Une caractéristique marquante du parc de logements est ainsi une proportion de résidences secondaires et logements occasionnels (4,4 %) inférieure à celle du département (7,6 %) et à celle de la France entière (9,7 %). Concernant le statut d'occupation de ces logements, 91,2 % des habitants de la commune sont propriétaires de leur logement (87,7 % en 2015), contre 64,8 % pour la Haute-Marne et 57,5 pour la France entière.
| Typologie                                               | Briaucourt | Haute-Marne | France entière |
| ------------------------------------------------------- | ---------- | ----------- | -------------- |
| Résidences principales (en %)                           | 84,7       | 80,6        | 82,1           |
| Résidences secondaires et logements occasionnels (en %) | 4,4        | 7,6         | 9,7            |
| Logements vacants (en %)                                | 10,9       | 11,9        | 8,2            |

## Toponymie
Le nom de la localité est attesté sous les formes Bruoltcurt (1127) ; Brioucurt (1134) ; Briocurt (1138-1143) ; Briocort (1155) ; Briencortis, Briencort (1204-1210 environ) ; Brioncuria (1231) ; Briocuria (1266) ; Brioncourt (1274-1275) ; Briocourt (1326) ; Briaucourt (1649) ; Briaucour (1732).

## Politique et administration

### Rattachements administratifs et électoraux

#### Rattachements administratifs
La commune se trouve depuis 1926 dans l'arrondissement de Chaumont du département de la Haute-Marne.
Elle faisait partie depuis 1801 du canton d'Andelot-Blancheville. Dans le cadre du redécoupage cantonal de 2014 en France, cette circonscription administrative territoriale a disparu, et le canton n'est plus qu'une circonscription électorale.

#### Rattachements électoraux
Pour les élections départementales, la commune fait partie depuis 2014 du canton de Bologne
Pour l'élection des députés, elle fait partie de la deuxième circonscription de la Haute-Marne.

### Intercommunalité
Briaucourt  était membre de la petite communauté de communes du bassin de Bologne Vignory et Froncles, un établissement public de coopération intercommunale (EPCI) à fiscalité propre créé fin 2001 et auquel la commune avait transféré un certain nombre de ses compétences, dans les conditions déterminées par le code général des collectivités territoriales.
Dans le cadre des dispositions de la loi portant nouvelle organisation territoriale de la République du 7 août 2015, qui prévoit que les établissements publics de coopération intercommunale (EPCI) à fiscalité propre doivent avoir un minimum de 15 000 habitants, cette intercommunalité a fusionné avec ses voisines pour former, le 1er janvier 2017, la communauté d'agglomération de Chaumont (initialement dénommée communauté d'agglomération de Chaumont, du Bassin Nogentais et du Bassin de Bologne Vignory Froncles), dont est désormais membre la commune.

### Liste des maires
| Période                                  | Période                        | Identité                 | Étiquette | Qualité                                                         |
| ---------------------------------------- | ------------------------------ | ------------------------ | --------- | --------------------------------------------------------------- |
| Les données manquantes sont à compléter. |                                |                          |           |                                                                 |
| mars 2001                                | mars 2008                      | Philippe Cultru          |           | Agriculteur                                                     |
| mars 2008                                | avril 2014                     | Gilbert Vallot           |           |                                                                 |
| avril 2014                               | été 2023                       | Nicolas Pierre           |           | Cadre technique au conseil départemental Démissionnaire         |
| septembre 2023                           | En cours (au 30 novembre 2023) | Marie-Christine Laurence |           | Profession intermédiaire administrative de la fonction publique |

## Population et société

### Démographie
L'évolution du nombre d'habitants est connue à travers les recensements de la population effectués dans la commune depuis 1793. Pour les communes de moins de 10 000 habitants, une enquête de recensement portant sur toute la population est réalisée tous les cinq ans, les populations de référence des années intermédiaires étant quant à elles estimées par interpolation ou extrapolation. Pour la commune, le premier recensement exhaustif entrant dans le cadre du nouveau dispositif a été réalisé en 2007.

En 2022, la commune comptait 170 habitants, en évolution de −8,11 % par rapport à 2016 (Haute-Marne : −4,62 %, France hors Mayotte : +2,11 %).
| 1793 | 1800 | 1806 | 1821 | 1831 | 1836 | 1841 | 1846 | 1851 |
| ---- | ---- | ---- | ---- | ---- | ---- | ---- | ---- | ---- |
| 172  | 193  | 203  | 218  | 216  | 228  | 229  | 233  | 276  |

| 1856 | 1861 | 1866 | 1872 | 1876 | 1881 | 1886 | 1891 | 1896 |
| ---- | ---- | ---- | ---- | ---- | ---- | ---- | ---- | ---- |
| 256  | 234  | 222  | 205  | 214  | 209  | 212  | 204  | 181  |

| 1901 | 1906 | 1911 | 1921 | 1926 | 1931 | 1936 | 1946 | 1954 |
| ---- | ---- | ---- | ---- | ---- | ---- | ---- | ---- | ---- |
| 176  | 168  | 158  | 167  | 145  | 144  | 129  | 161  | 162  |

| 1962 | 1968 | 1975 | 1982 | 1990 | 1999 | 2006 | 2007 | 2012 |
| ---- | ---- | ---- | ---- | ---- | ---- | ---- | ---- | ---- |
| 127  | 139  | 119  | 157  | 207  | 201  | 197  | 196  | 193  |

| 2017 | 2022 | - | - | - | - | - | - | - |
| ---- | ---- | - | - | - | - | - | - | - |
| 181  | 170  | - | - | - | - | - | - | - |

## Culture locale

### Lieux et monuments
- Le château construit au début du XIIIe siècle, inscrit au titre des Monuments historiques le 23 juillet 1981[22].

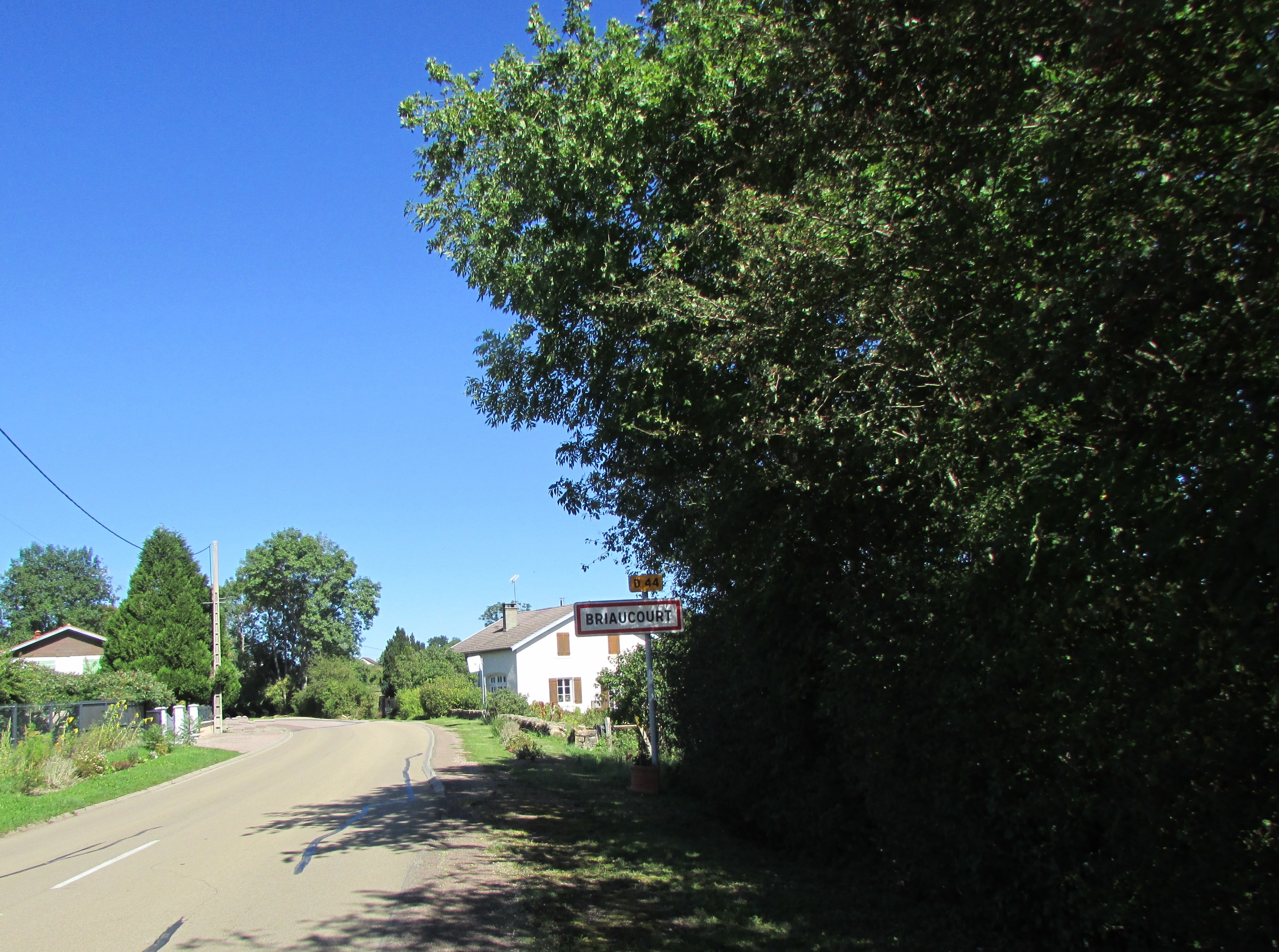
L'entrée du village.
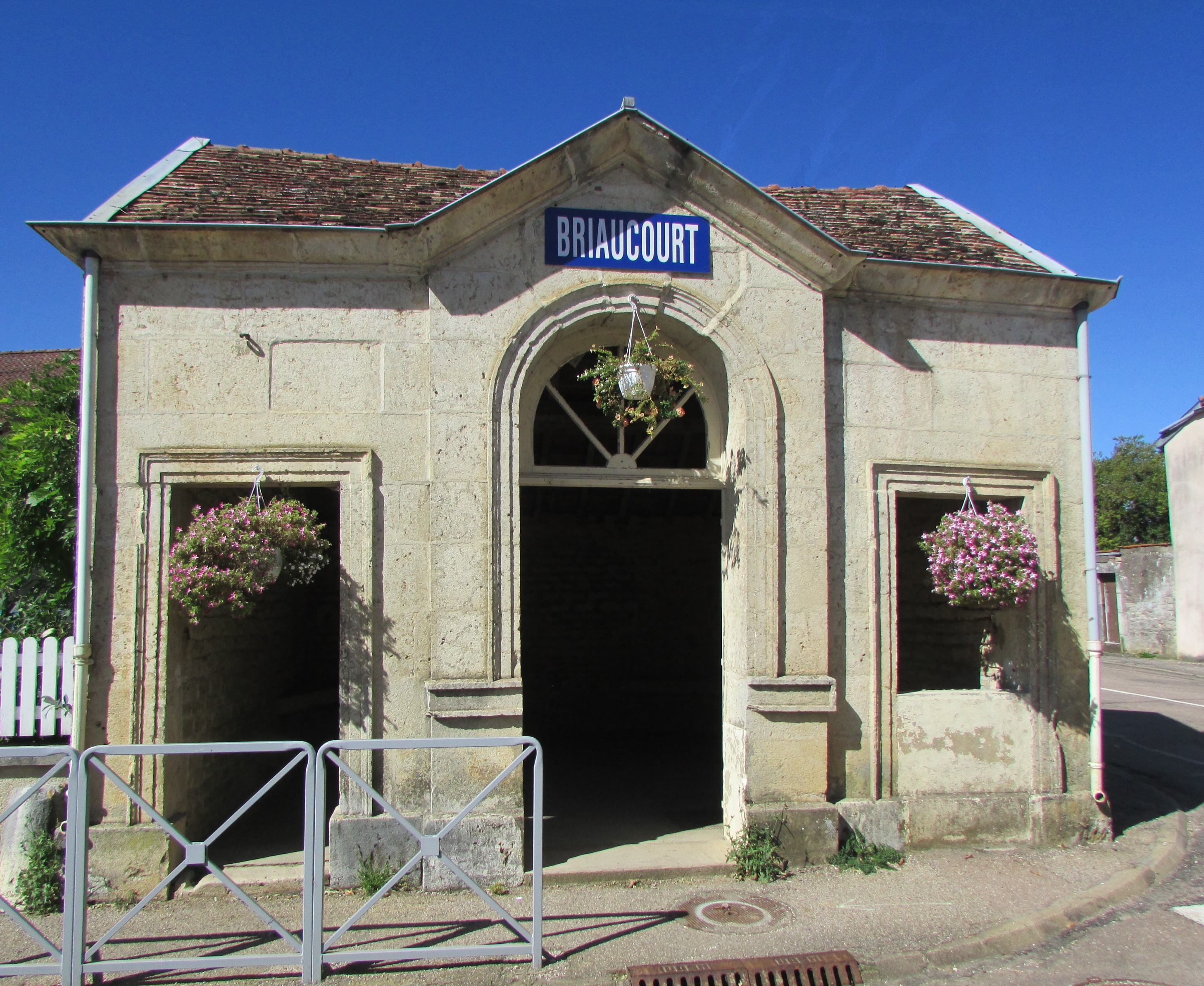
Ancien lavoir.
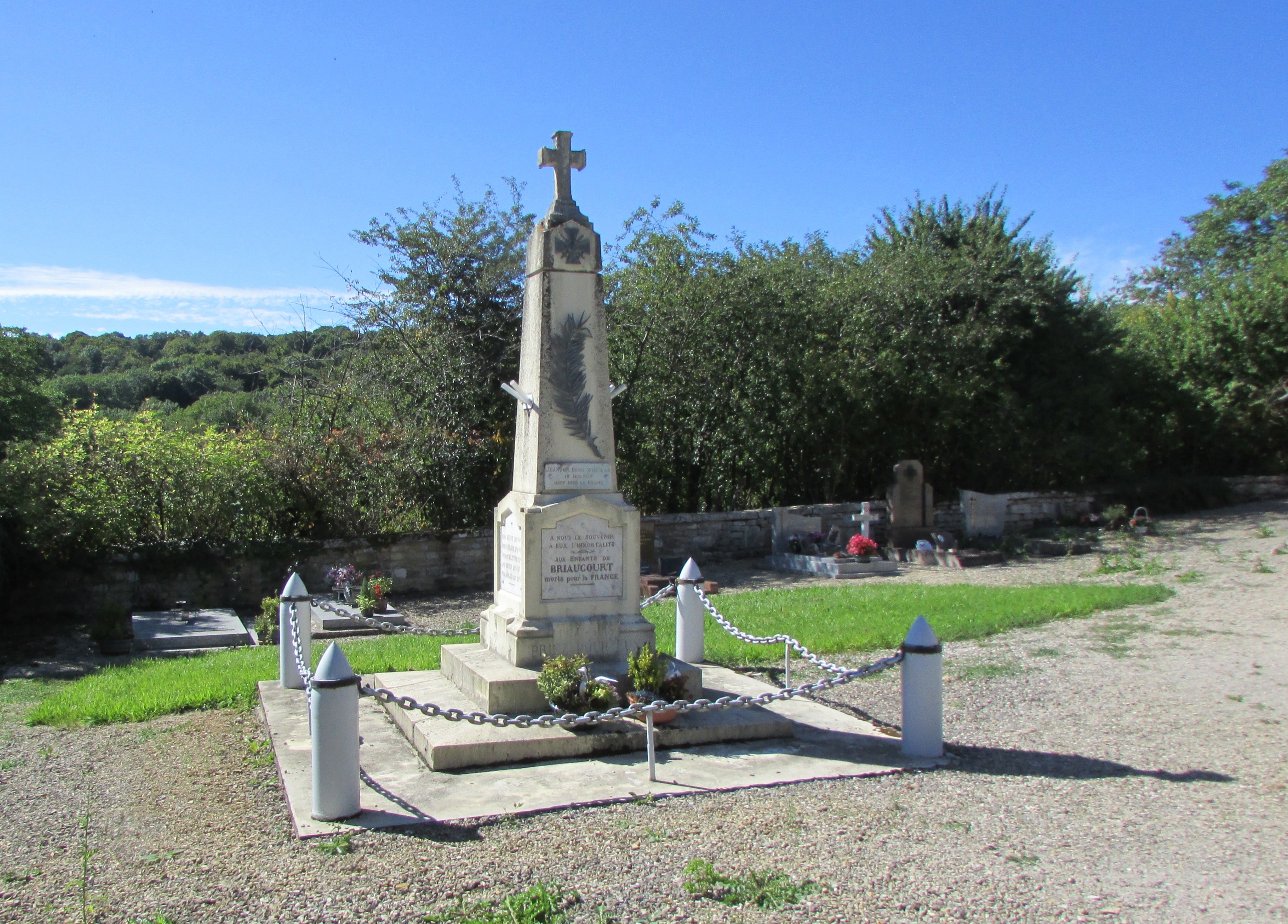
Le monument aux morts.
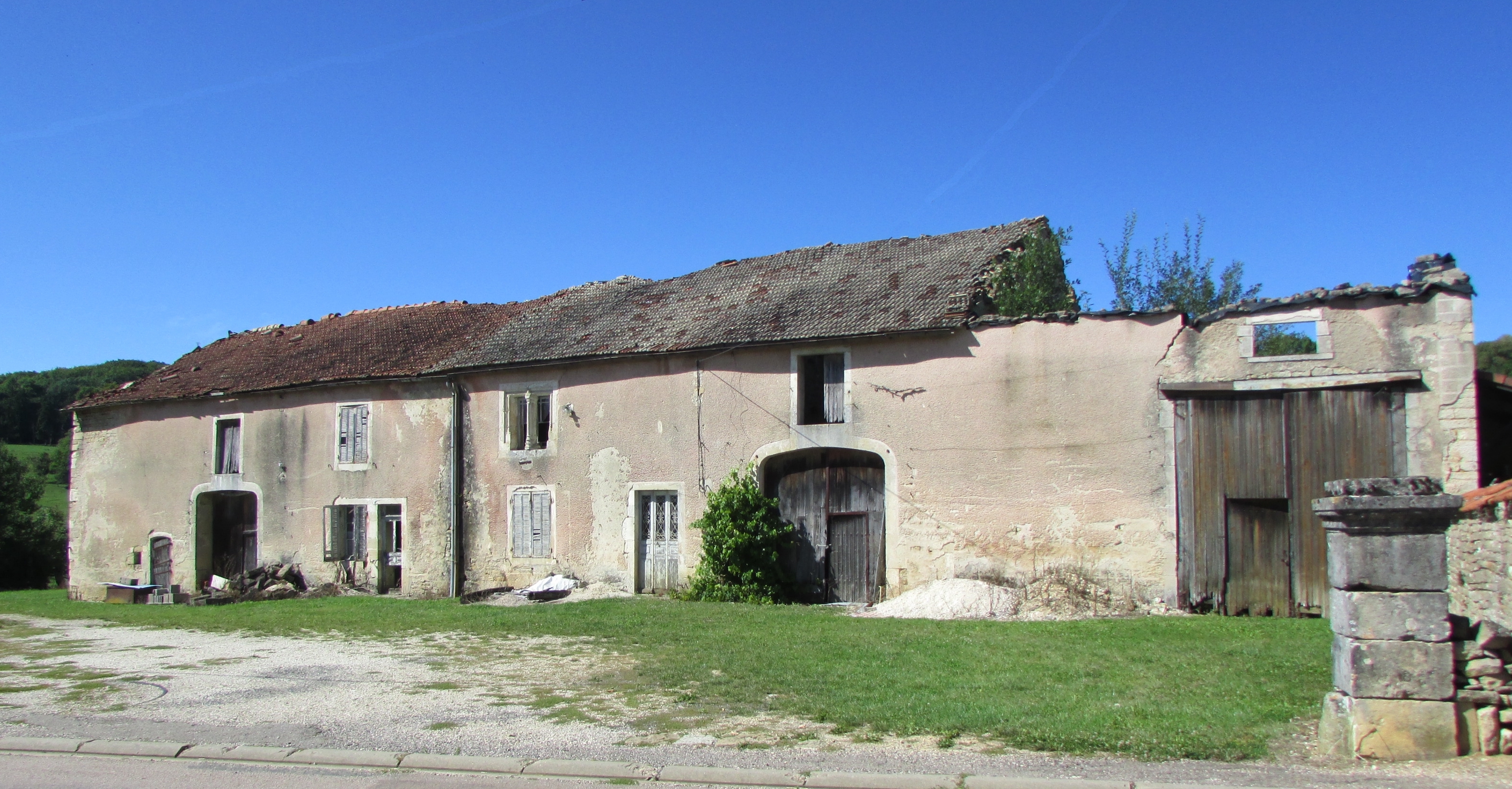
Ancienne ferme avec fenêtre à meneaux.
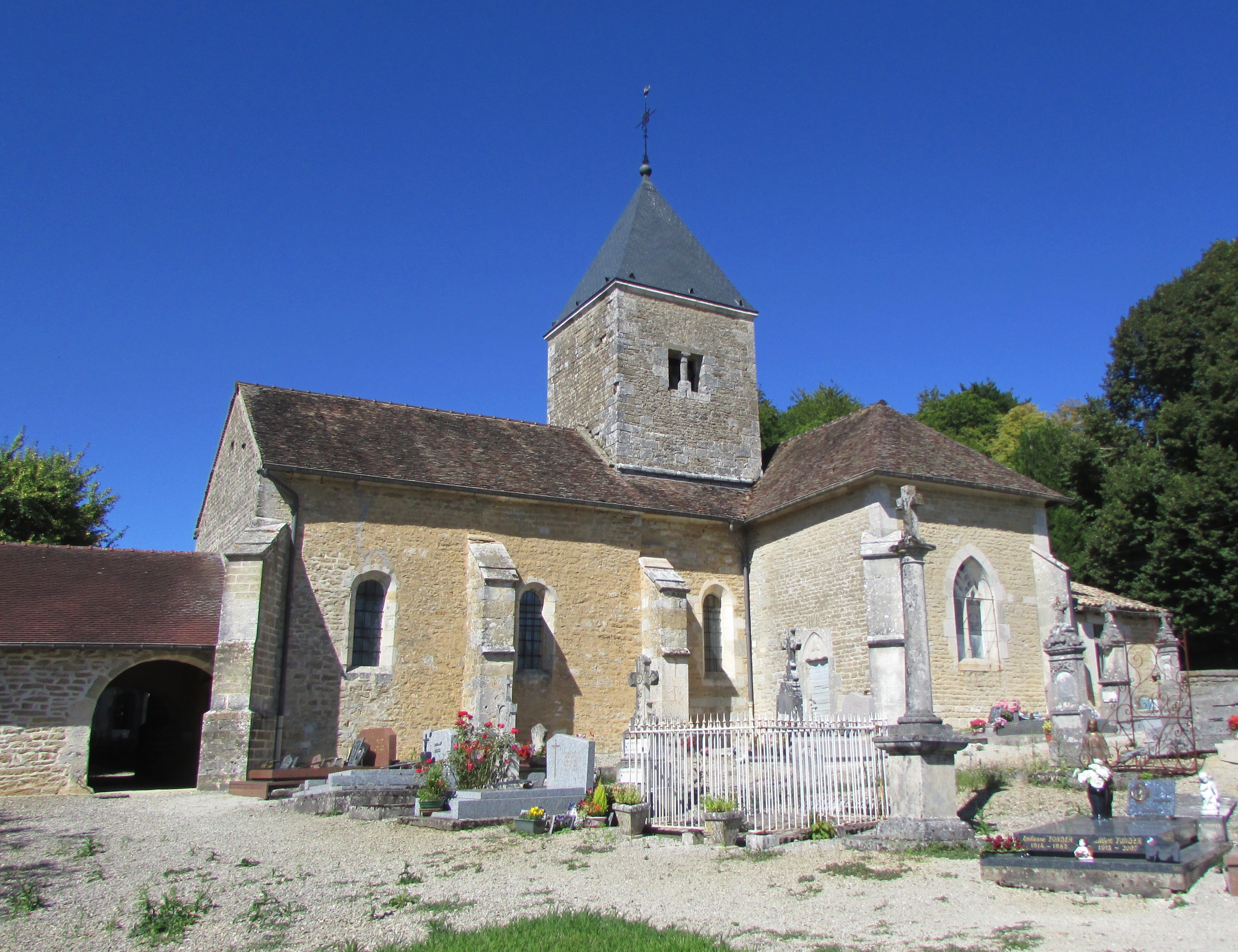
L'église.
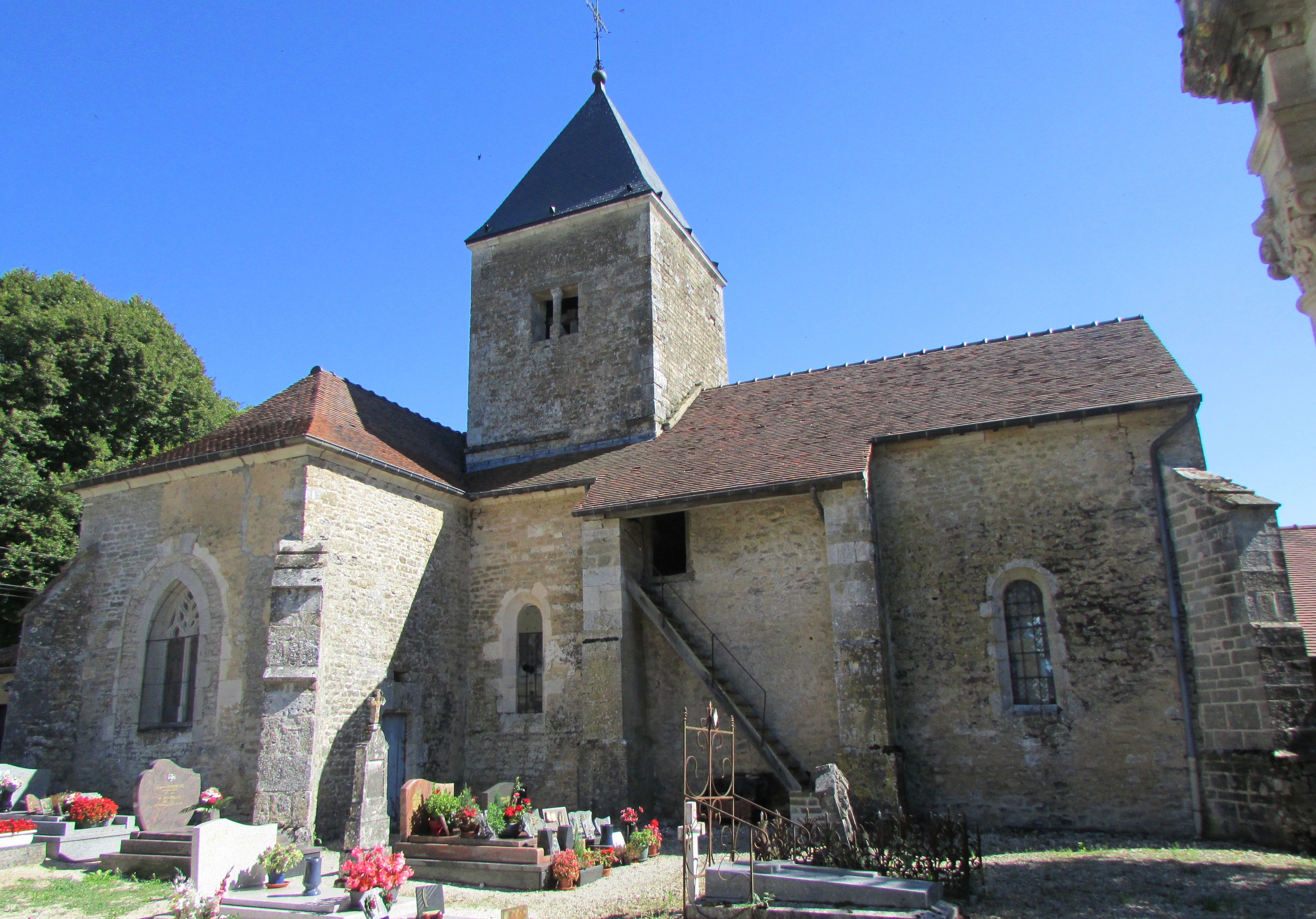
L'église.
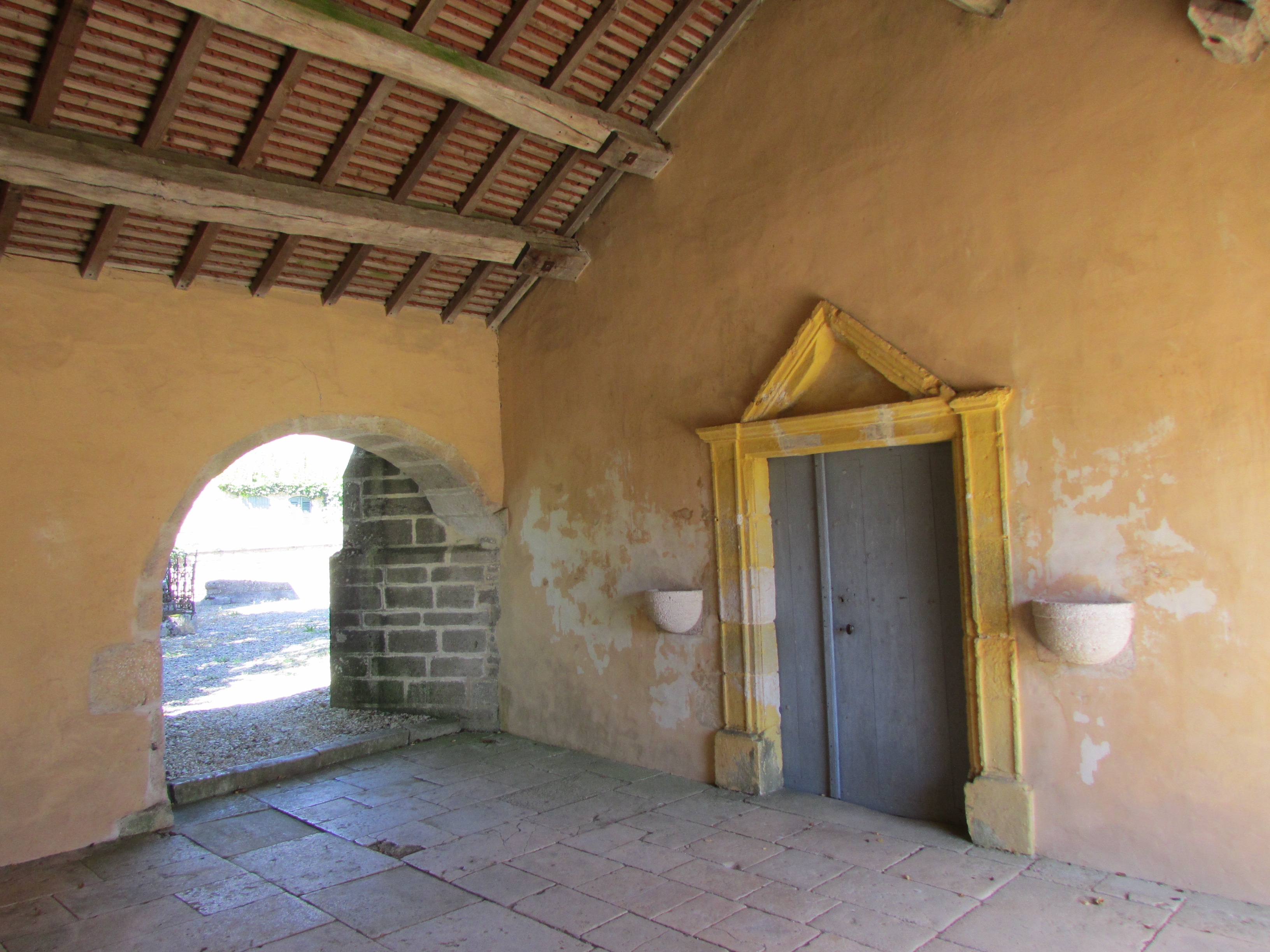
Le porche couvert de l'église.

### Héraldique
| Blason de Briaucourt (Haute-Marne) | Blason  | De sable aux trois chaudrons d'or.               |
| Blason de Briaucourt (Haute-Marne) | Détails | Le statut officiel du blason reste à déterminer. |

## Pour approfondir